# Территориальное деление Антарктиды

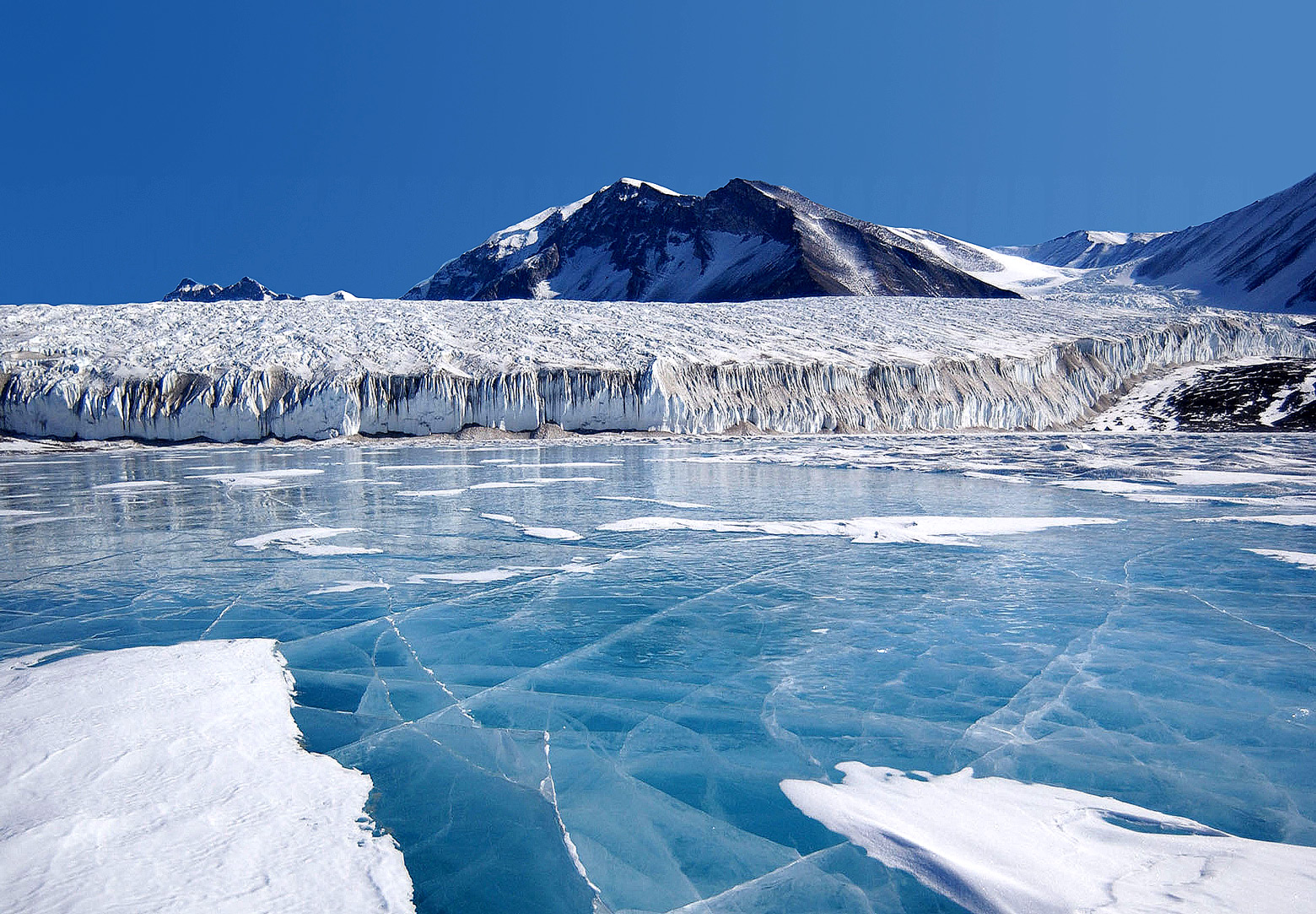
Голубой лёд антарктического озера Фрикселл

Территориальное деление Антарктиды — исторически сложившаяся в XIX—XX веках система географического (но не политического) разделения поверхности шестого континента Земли на участки территории, традиционно называемые «Землями» и «Берегами».
Поскольку в силу экстремальной суровости климата и своей труднодоступности Антарктида до 1820 года была неизвестна человечеству, не имеет собственного постоянного населения, ни, соответственно, граждан и правительств, то есть с точки зрения международного права (см. Договор об Антарктике) является terra nullius, эта система, а также вся связанная топонимия, формировались, в основном, первооткрывателями, полярными исследователями соответствующих областей.

## Структура

### Квадранты
98 % поверхности Антарктиды покрыто ледяным щитом, визуально скрывающим особенности рельефа, к которым можно было бы «привязать» подразделение территории на участки, поэтому с начала прошлого века картографы брали за «отправную точку» южный полюс, расположенный примерно в центре континента, и делили всю его поверхность на четыре четверти — квадранта:
- Квадрант Эндерби (Гаусс), или Африканский квадрант — от 0° до 90° в. д.
- Квадрант Виктории, или Австралийский квадрант — от 90° до 180° в. д.
- Квадрант Росса, или Тихоокеанский квадрант — от 180° в. д. до 90° з. д.
- Квадрант Уэдделла, или Американский квадрант — от 90° до 0° з. д.

Назывались они либо по крупному, наиболее значимому объекту внутри каждого (Земля Эндерби, Земля Виктории, море Росса, море Уэдделла), либо по объекту, на который каждый из квадрантов «смотрит» (то есть, например, Африканский квадрант лежит напротив Африки и т. д.).
В дальнейшем, когда были в достаточной мере исследованы внутренние части материка, оказалось, что два наиболее вдающихся вглубь Антарктиды моря — Уэдделла и Росса — соединяют Трансантарктические горы. Эта горная система, таким образом, делит её поверхность надвое, на обширную Восточную Антарктиду и меньшую по площади Западную Антарктиду.

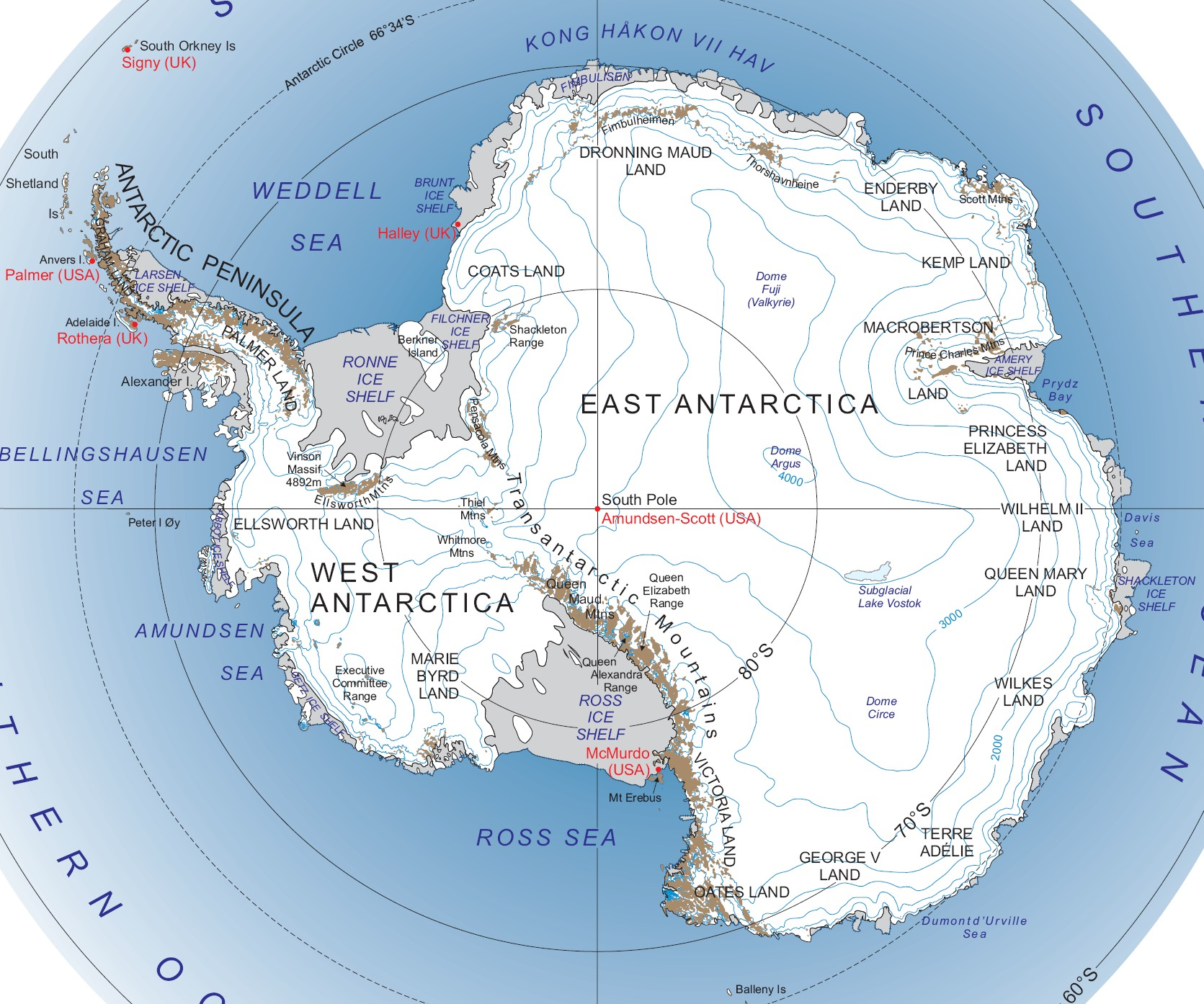
Современная карта Антарктиды

Восточная часть занимает примерно половину квадранта Уэдделла, а также квадранты Эндерби и Виктории полностью. Западная — квадрант Росса и оставшуюся половину квадранта Уэдделла.

### Земли и Берега
По мере обнаружения всё новых и новых участков антарктической суши, складывалась система географического разделения материка на «Земли», их прибрежных частей на «Берега», а омывающих эти берега вод Южного океана — на моря. Как правило, эти объекты назывались по инициативе исследовавших их экспедиций в чью-либо честь.
Термины «Земля» и «Берег» прижились и продолжают применяться и после того, как представление о материке уже сложилось. Если долготные границы Берегов определены чётко, границы Земель таким качеством не обладают и до настоящего времени на географических картах не даются. Таким образом, о размерах той или иной Земли можно догадываться лишь по расположению и величине кегля литер шрифта соответствующей надписи её названия на карте, причём в разных источниках, даже выпущенных одной страной и/или в одно время, это может даваться по-разному.
Названия Земель и Берегов подразделяют на четыре основные группы. Прежде всего это имена первооткрывателей, полярных исследователей. Вторая группа — названия в честь глав компаний, промышленников и меценатов, финансировавших их экспедиции. Третья группа — названия в честь правителей и высокопоставленных чиновников стран, гражданами которых были исследователи. Четвёртая группа объединяет названия, дававшиеся первооткрывателями в честь своих родных и близких. Попадаются и названия, присвоенные по разнообразным другим причинам.
Бо́льшая часть топонимов присваивалась соответствующим объектам в момент их открытия, пик последних пришёлся на первые десятилетия XX века. Однако есть и такие, место под которые выкраивалось на карте профильными структурами различных государств позже, задним числом, и которые получали свои имена порой спустя многие годы как дань памяти тем или иным значимым личностям и событиям прошлого. По названиям часто можно определить, представители какой страны исследовали ту или иную область. Вот полный иерархический список Земель и Берегов с указанием годов появления этих названий на карте:
| Название                  | Когда | В чью честь                                                                 | Кто назвал                                               |
| ------------------------- | ----- | --------------------------------------------------------------------------- | -------------------------------------------------------- |
| Западная Антарктида       |       |                                                                             |                                                          |
| Земля Грейама             | 1832  | Джеймс Грейам, первый лорд Адмиралтейства Британской империи                | Великобритания, экспедиция Джона Биско                   |
| Берег Боумена             | 1928  | Исайя Боумен, глава Американского географического общества                  | США, полёт Хьюберта Уилкинса                             |
| Берег Данко               | 1898  | Эмиль Данко, умерший во время Бельгийской антарктической экспедиции         | Бельгия, экспедиция Адриена де Жерлаша                   |
| Берег Дэвиса              | ?     | Джон Дэвис, охотник на тюленей, первым ступивший на материк                 | США, Консультативный комитет по антарктическим названиям |
| Берег Фальера             | 1909  | Арман Фальер, президент Франции (1906—1913)                                 | Франция, экспедиция Жана-Батиста Шарко                   |
| Берег Фойна               | 1893  | Свен Фойн, китобой-магнат, изобретатель гарпунной пушки                     | Норвегия, экспедиция Карла Антона Ларсена                |
| Берег Грейама             | 1832  | Джеймс Грейам, первый лорд Адмиралтейства Британской империи                | Великобритания, экспедиция Джона Биско                   |
| Берег Лубе                | 1905  | Эмиль Лубе, президент Франции (1899—1906)                                   | Франция, экспедиция Жана-Батиста Шарко                   |
| Берег Норденшёльда        | 1909  | Отто Норденшёльд, глава антарктической экспедиции 1901—1904, геолог         | Швеция, Эдвин Свифт Балч                                 |
| Берег Оскара II           | 1893  | Оскар II, король Швеции и Норвегии (1872—1907)                              | Норвегия, экспедиция Карла Антона Ларсена                |
| Земля Палмера             | ?     | Натаниэль Палмер, охотник на тюленей; американец, увидевший материк         | США, Консультативный комитет по антарктическим названиям |
| Берег Блэка               | 1940  | Ричард Блэк, командир Восточной базы Антарктической программы США           | США, коллектив Восточной базы Антарктической программы   |
| Берег Инглиша             | 1940  | Роберт Инглиш, ответственный секретарь Антарктической программы США         | США, коллектив Восточной базы Антарктической программы   |
| Берег Ласситера           | 1947  | Джеймс Ласситер, пилот антарктической экспедиции Ронне 1947—1948            | США, Консультативный комитет по антарктическим названиям |
| Берег Орвилла             | 1947  | Говард Орвилл, глава Морской аэрологической службы США                      | США, экспедиция Финна Ронне                              |
| Берег Раймилла            | 1985  | Джон Раймилл, глава британской антарктической экспедиции 1934—1937          | Великобритания, Комитет по антарктическим наименованиям  |
| Берег Уилкинса            | ?     | Хьюберт Уилкинс, австралийский полярный лётчик                              | США, Консультативный комитет по антарктическим названиям |
| Берег Зумбержа            | 1986  | Джеймс Зумберж, гляциолог, функционер                                       | США, Консультативный комитет по антарктическим названиям |
| Земля королевы Елизаветы  | 2012  | Елизавета II, королева Великобритании (1952—2022)                           | Великобритания, Форин-офис                               |
| Земля Александра I        | 1821  | Александр I, император всероссийский (1801—1825)                            | Россия, экспедиция Беллинсгаузена и Лазарева             |
| Земля Элсуэрта            | 1962  | Линкольн Элсуэрт, полярный лётчик, спонсор экспедиций                       | США, Консультативный комитет по антарктическим названиям |
| Берег Брайана             | 1961  | Джордж Брайан, гидрограф, адмирал ВМФ США                                   | США, Геологическая служба США                            |
| Берег Эйтса               | 1966  | Джеймс Эйтс, первооткрыватель антарктических ископаемых животных            | США, Консультативный комитет по антарктическим названиям |
| Земля Мэри Бэрд           | 1929  | Мэри Бэрд, жена полярного лётчика Ричарда Бэрда, дочь бостонского магната   | США, экспедиция Ричарда Бэрда                            |
| Берег Уолгрина            | 1940  | Чарльз Уолгрин, основатель аптечной сети Walgreens, спонсор                 | США, экспедиция Ричарда Бэрда                            |
| Берег Бакутиса            | 1966  | Фред Бакутис, глава морских сил Антарктической программы США                | США, Консультативный комитет по антарктическим названиям |
| Берег Хоббса              | 1939  | Уильям Хоббс, гляциолог, профессор Мичиганского университета                | США, Антарктическая программа США                        |
| Берег Рупперта            | 1933  | Джейкоб Рупперт, пивной магнат, конгрессмен, спонсор                        | США, экспедиция Ричарда Бэрда                            |
| Берег Сандерса            | 1929  | Хэрольд Сандерс, географ, полярный лётчик, друг Бэрда                       | США, экспедиция Ричарда Бэрда                            |
| Земля Эдуарда VII         | 1902  | Эдуард VII, король Великобритании (1901—1910)                               | Великобритания, экспедиция Роберта Скотта                |
| Берег Сирасэ              | 1961  | Нобу Сирасэ, глава японской экспедиции 1912 года                            | Новая Зеландия, комитет по антарктическим названиям      |
| Берег Сайпла              | 1961  | Пол Сайпл, полярный географ, соратник Ричарда Бэрда                         | Новая Зеландия, комитет по антарктическим названиям      |
| Берег Гулда               | 1961  | Лоуренс Гулд, геолог, соратник Бэрда, глава нацкомитета США в МГГ           | Новая Зеландия, комитет по антарктическим названиям      |
| Берег Амундсена           | 1961  | Руаль Амундсен, первый человек, достигший обоих полюсов Земли               | Новая Зеландия, комитет по антарктическим названиям      |
| Восточная Антарктида      |       |                                                                             |                                                          |
| Земля Котса               | 1902  | Джеймс и Эндрю Котсы, спонсоры Шотландской экспедиции 1902—1904             | Шотландия, экспедиция Уильяма Брюса                      |
| Берег Луитпольда          | 1912  | Луитпольд, принц-регент Баварии (1886—1912)                                 | Германская империя, экспедиция Вильгельма Фильхнера      |
| Берег Кэрда               | 1915  | Джеймс Кэрд, джутовый магнат, математик, спонсор экспедиции                 | Великобритания, экспедиция Эрнеста Шеклтона              |
| Земля королевы Мод        | 1930  | Мод Уэльская, супруга норвежского короля Хокона VII.                        | Норвегия, экспедиция Яльмара Рисер-Ларсена               |
| Берег принцессы Марты     | 1930  | Марта Шведская, супруга наследного принца Норвегии Улафа (позже Улафа V).   | Норвегия, экспедиция Яльмара Рисер-Ларсена               |
| Берег принцессы Астрид    | 1932  | Астрид Норвежская, вторая дочь Улафа V и принцессы Марты.                   | Норвегия, китобой H. Halvorsen на корабле „Севилья“      |
| Берег принцессы Рагнхилль | 1931  | Рангхильда Норвежская, старшая дочь Улафа V и принцессы Марты.              | Норвегия, экспедиция Яльмара Рисер-Ларсена               |
| Берег принца Харальда     | 1937  | Харальд, наследный принц, нынешний король Норвегии.                         | Норвегия, экспедиция Ларса Кристенсена                   |
| Берег принца Улафа        | 1930  | Улаф, наследный принц, позже король Норвегии Улаф V.                        | Норвегия, экспедиция Яльмара Рисер-Ларсена               |
| Земля Эндерби             | 1831  | Samuel Enderby & Sons, китобойно-тюлений промысел, спонсор                  | Великобритания, экспедиция Джона Биско                   |
| Земля Кемпа               | 1833  | Питер Кемп, морской офицер, капитан китобойного судна „Магнет“.             | Великобритания, он же                                    |
| Берег Кемпа               | 1833  | Питер Кемп, морской офицер, капитан китобойного судна „Магнет“.             | Великобритания, он же                                    |
| Земля Мак-Робертсона      | 1930  | Макферсон Робертсон, шоколадный магнат, филантроп, спонсор.                 | Австралия, экспедиция Дугласа Моусона                    |
| Берег Ларса Кристенсена   | 1930  | Ларс Кристенсен, китобойный магнат, организатор экспедиций                  | Норвегия, китобои его флотилии                           |
| Берег Моусона             | 1930  | Дуглас Моусон, руководитель БАНЗАРЭ                                         | Австралия, Комитет по антарктическим названиям           |
| Земля принцессы Елизаветы | 1931  | Елизавета Йоркская, позже королева Великобритании Елизавета II              | Австралия, экспедиция Дугласа Моусона                    |
| Берег Ингрид Кристенсен   | 1935  | Ингрид, жена Ларса Кристенсена, одна из первых побывавших в Антарктике      | Норвегия, экспедиция Клариуса Миккельсена                |
| Берег Леопольда и Астрид  | 1934  | Леопольд III и Астрид Шведская, король (1934—1951) и королева Бельгии       | Норвегия, экспедиция Ларса Кристенсена                   |
| Земля Вильгельма II       | 1902  | Вильгельм II, германский император (1888—1918)                              | Германская империя, экспедиция Эриха фон Дригальского    |
| Земля королевы Мэри       | 1912  | Мария Текская, супруга британского короля Георга V                          | Австралия, экспедиция Дугласа Моусона                    |
| Берег Правды              | 1956  | Газета „Правда“, печатный орган ЦК КПСС                                     | СССР, Советская Антарктическая экспедиция                |
| Земля Уилкса              | 1911  | Чарльз Уилкс, морской офицер; доказал, что Антарктида континент             | Австралия, экспедиция Дугласа Моусона                    |
| Берег Нокса               | 1840  | Сэмюэль Нокс, лейтенант ВМС США, капитан шхуны „Флайинг фиш“                | США, экспедиция Чарльза Уилкса                           |
| Берег Бадда               | 1840  | Томас Бадд, капитан шлюпа „Пикок“                                           | США, экспедиция Чарльза Уилкса                           |
| Берег Сабрины             | 1931  | „Сабрина“, куттер экспедиции Джона Баллени                                  | Австралия, экспедиция Дугласа Моусона                    |
| Берег Банзарэ             | 1931  | БАНЗАРЭ, экспедиция                                                         | Австралия, Комитет по антарктическим названиям           |
| Берег Клари               | 1840  | Клари, жена Шарля Жакино, капитана корабля „Зили“ экспедиции                | Франция, экспедиция Жюля Дюмон-Дюрвиля                   |
| Земля Адели               | 1837  | Адель, жена Жюля Дюмон-Дюрвиля, главы экспедиции                            | Франция, экспедиция Жюля Дюмон-Дюрвиля                   |
| Земля Виктории            | 1841  | Виктория, королева Великобритании (1837—1901)                               | Великобритания, экспедиция Джеймса Росса                 |
| Берег Георга V            | 1911  | Георг V, король Великобритании (1910—1936)                                  | Австралия, экспедиция Дугласа Моусона                    |
| Берег Отса                | 1912  | Лоуренс Отс, погибший член экспедиции Роберта Скотта „Терра Нова“           | Великобритания, Гарри Пеннелл                            |
| Берег Пеннелла            | 1961  | Гарри Пеннелл, глава экспедиции „Терра Нова“ после гибели Скотта            | Новая Зеландия, комитет по антарктическим названиям      |
| Берег Борхгревинка        | 1961  | Карстен Борхгревинк, первый высадившийся и перезимовавший на материке       | Новая Зеландия, комитет по антарктическим названиям      |
| Берег Скотта              | 1961  | Роберт Скотт, покоритель южного полюса, погибший на обратном пути           | Новая Зеландия, комитет по антарктическим названиям      |
| Берег Хиллари             | 1961  | Эдмунд Хиллари, первый покоритель двух полюсов Земли и Эвереста             | Новая Зеландия, комитет по антарктическим названиям      |
| Берег Шеклтона            | 1961  | Эрнест Шеклтон, последний деятель героического века исследований Антарктики | Новая Зеландия, комитет по антарктическим названиям      |
| Берег Дьюфика             | 1961  | Джордж Дьюфик, глава морских сил Антарктической программы США               | Новая Зеландия, комитет по антарктическим названиям      |
| .                         |       |                                                                             |                                                          |

### Ледники
Поскольку рельеф Антарктиды, в отличие от остальных материков, имеет два расположенных друг над другом „этажа“, слоя — ледяной купол и подлёдное ложе из вулканических и осадочных пород, — при нанесении на карты приходится делать выбор между ними. С одной стороны, территориальное деление логичнее основывать на том, что можно наблюдать визуально на поверхности, с другой — лёд гораздо пластичнее камня, он движется, причём неравномерно, лишь частично сообразуясь с рельефом ложа, и с неодинаковой скоростью: если в районе полюса скорость движения льда составляет приблизительно 20 м/год, по мере приближения к побережью она возрастает до 1,5 км/год и более. По своим свойствам антарктическая пустыня, таким образом, напоминает обычную пустыню с песчаными барханами.

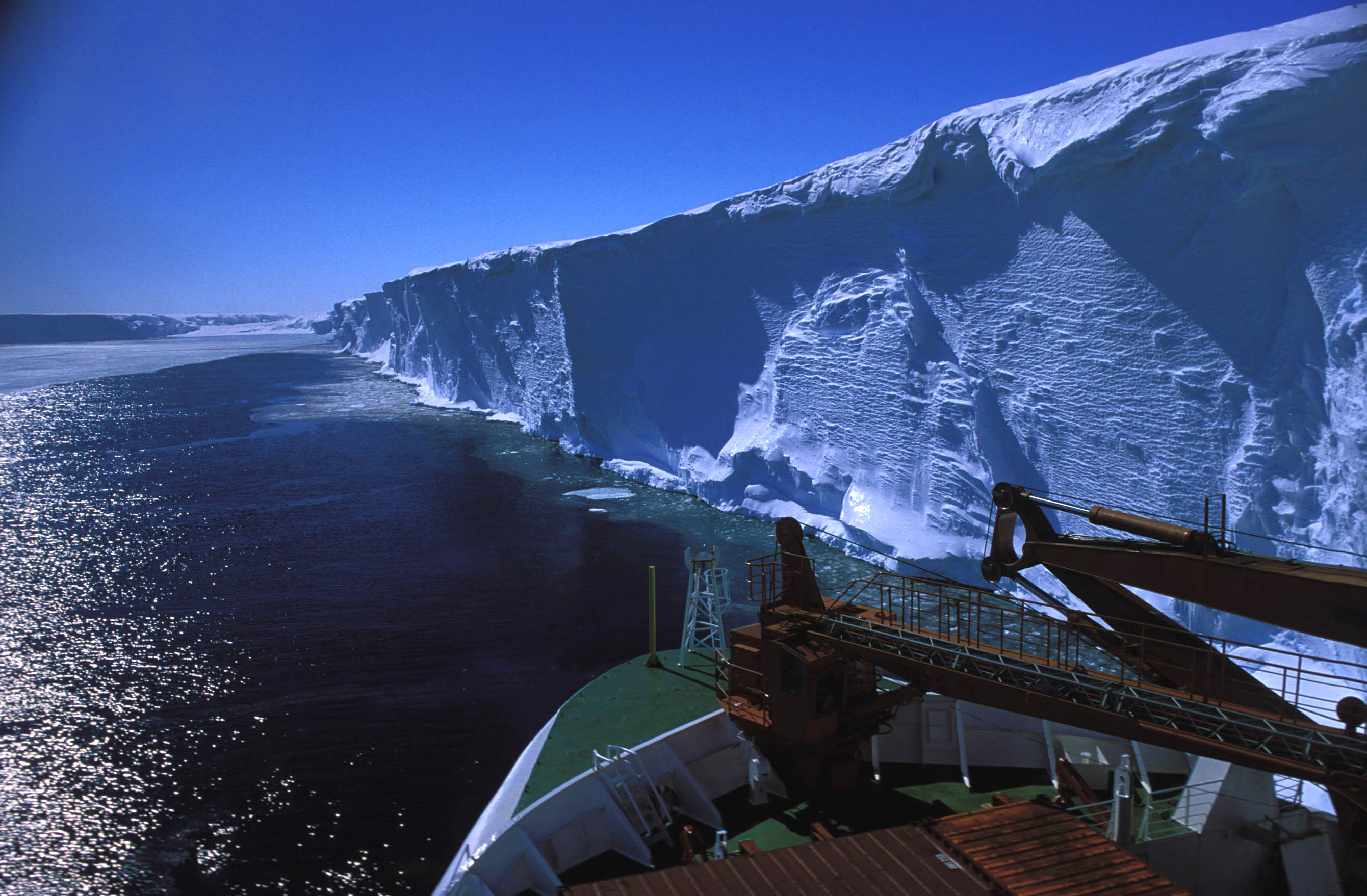
Язык шельфового ледника Экстрём

Кроме того, шельфовые ледники тают. Так, в 1995 году от основного массива ледника Ларсена откололся ледник Ларсен А, а в 2002 году — айсберг площадью свыше 3250 км² и толщиной 220 м, что фактически означает разрушение ледника. Последнее заняло всего 35 дней, до этого этот шельфовый ледник (сейчас от него осталась лишь треть Ларсен С) был стабильным с конца ледникового периода. Как итог: карты поверхности Антарктиды, особенно её береговой линии, следовало бы перевыпускать ежегодно — и они были бы разными.
Поэтому картографы как правило основываются на более стабильном подлёдном ложе. Из ≈14,1 млн км² поверхности Антарктиды её шельфовые ледники занимают совокупно около 1,5 млн км². В настоящее время нет экспертного консенсуса, включать ли площади, занимаемые этими ледниками, в состав Земель и Берегов, либо рассматривать их с точки зрения территориального деления материка как отдельные, особые сущности — картографы поступают по-разному. Из-за этого на части географических карт континента, например, оказываются скрытыми Берега побережья моря Росса, так как их место занимает шельфовый ледник Росса.
Дополнительную сложность классификации шельфовых ледников придаёт тот факт, что 55 % береговой линии Антарктиды оканчиваются ледником, фронт которого находится на плаву, совокупно это примерно 16 тыс. км. На остальных 11 тыс. км ледниковый обрыв лежит на грунте. То есть не вполне ясно, можно ли считать шельфовый ледник именно частью суши.
| Название                                  | км²     | В чью честь назван                                                          |  |
| .                                         |         |                                                                             |  |
| Росса                                     | 472 960 | Джеймс Росс, контр-адмирал, открыл этот ледник, первым пересёк 78° ю. ш.    |  |
| Ронне-Фильхнера                           | 422 420 | Финн Ронне, полярник Вильгельм Фильхнер, открыл этот ледник                 |  |
| Эймери                                    | 62 620  | Уильям Эймери, представитель британского кабинета в Австралии               |  |
| Ларсена                                   | 48 600  | Карл Ларсен, китобой, друг Эрнеста Шеклтона, открыл этот ледник             |  |
| Рисер-Ларсена                             | 48 180  | Яльмар Рисер-Ларсен, лётчик, создатель ВВС Норвегии, топ-менеджер SAS       |  |
| Фимбул                                    | 41 060  | Фимбулисен, ледяное плато Земли Сэбина на Шпицбергене                       |  |
| Шеклтона                                  | 33 820  | Эрнест Шеклтон, последний деятель героического века исследований Антарктики |  |
| Георга VI                                 | 23 880  | Георг VI, король Великобритании (1936—1952)                                 |  |
| Западный                                  | 16 370  | открыт и назван экспедицией Эриха фон Дригальского (1901—1903)              |  |
| Уилкинса                                  | 13 680  | Хьюберт Уилкинс, полярный лётчик, орнитолог, фотограф                       |  |
| Список всех шельфовых ледников Антарктиды |         |                                                                             |  |

### Моря
Все омывающие Антарктиду моря Южного океана, кроме морей Скоша и Уэдделла, являются окраинными. В принятой в большинстве стран традиции они делят её побережье на секторы следующим образом:
| .                   |                            |                                                               |
| Море Лазарева       | 0—14° в. д.                | Михаил Лазарев, адмирал, первооткрыватель Антарктиды          |
| Море Рисер-Ларсена  | 14—34° в. д.               | Яльмар Рисер-Ларсен, генерал-майор, создатель ВВС Норвегии    |
| Море Космонавтов    | 34—45° в. д.               | Первые космонавты (1961—1962)                                 |
| Море Содружества    | 70—87° в. д.               | Международное сотрудничество в Антарктике                     |
| Море Дейвиса        | 87—98° в. д.               | Дж. K. Дэйвис, капитан «Авроры», экспедиция Моусона (1911—14) |
| Море Моусона        | 98—113° в. д.              | Дуглас Моусон, геолог, глава трёх экспедиций                  |
| Море Дюрвиля        | 136—148° в. д.             | Жюль Дюмон-Дюрвиль, океанограф, контр-адмирал                 |
| Море Сомова         | 148—170° в. д.             | Михаил Сомов, глава первой советской экспедиции (1955—57)     |
| Море Росса          | 170° в. д. — 158° з. д.    | Джеймс Росс, контр-адмирал, первым пересёк 78° ю. ш.          |
| Море Амундсена      | 100—123° з. д.             | Руаль Амундсен, первым достиг южного полюса                   |
| Море Беллинсгаузена | 70—100° з. д.              | Фаддей Беллинсгаузен, адмирал, первооткрыватель Антарктиды    |
| Море Скоша          | 30—50° з. д., 55—60° ю. ш. | «Скоша» (англ. Scotia), судно экспедиции Брюса (1902—1904)    |
| Море Уэдделла       | 10—60° з. д., 78—60° ю. ш. | Джеймс Уэдделл, китобой, исследовавший этот регион в 1820-х   |
| .                   |                            |                                                               |

## История
По возвращении в Санкт-Петербург российского мореплавателя Отто Коцебу из кругосветного плавания в 1818 году граф Николай Румянцев, спонсировавший эту экспедицию, констатировал в беседе с императором Александром I:

Сейчас географический мир озабочен двумя вопросами: существует ли пролив на севере между Тихим океаном и Атлантикой и есть ли материк на южном полюсе.

### Признание
После открытия Антарктиды осознание, что это именно материк, пришло далеко не сразу. Даже через 50 лет после этого Жюль Верн написал роман «Двадцать тысяч льё под водой», где герои достигают южного полюса на подводной лодке, а Энциклопедический словарь Брокгауза и Ефрона в изданном в 1904 году томе XXIVa указывал:

Само существование подобного обширного материка ещё не доказано… Южный П[олярный] материк и соседние с ним о-ва исследованы пока ещё только в немногих местах. […] Всё это вместе указывает на существование около южного полюса шестого материка, а не нескольких океанических о-вов, связанных льдами, как иные думают до сих пор.

Дополнительную сложность для географов в признании наличия шестого континента представлял тот факт, что для этого требовалось поставить свой авторитет в противовес авторитету одного из признанных экспертов мирового уровня — британского мореплавателя Джеймса Кука, посвятившего упорным поискам неведомой земли значимую часть жизни. 30 января 1774 года Кук пересёк Южный полярный круг, впервые достигнув 71° 10' ю. ш., то есть почти вплотную подойдя к Антарктиде (но не зная об этом), однако и в этот раз тяжёлые условия заставили его повернуть на север. По возвращении из плавания он с горечью констатировал:

Я обошёл океан южного полушария на высоких широтах и совершил это таким образом, что неоспоримо отверг возможность существования материка, который если и может быть обнаружен, то лишь близ полюса, в местах, недоступных для плавания… Риск, связанный с плаванием в этих необследованных и покрытых льдом морях в поисках Южного материка, настолько велик, что я смело могу сказать, что ни один человек никогда не решится проникнуть на юг дальше, чем это удалось мне. Земли, что могут находиться на юге, никогда не будут исследованы.

Таким образом, если на античных и средневековых географических картах Неведомая Южная земля выглядела обширным цветущим континентом, занимавшим чуть ли не четверть мира, то после заявления Кука полярный континент вообще перестали изображать, дорисовывая океанические воды до самого полюса. Вот одна из таких карт 1818 года. Много позже, оценивая вклад первооткрывателя Антарктиды, главы Первой русской антарктической экспедиции адмирала Фаддея Беллинсгаузена, известный германский картограф Август Петерман отмечал:

Важнее всего то, что он [Беллинсгаузен] бесстрашно пошёл против вышеуказанного решения Кука, царившего во всей силе в продолжении 50 лет и успевшего прочно укорениться.

### Освоение
Процесс обнаружения и именования различных антарктических территорий проходил постепенно и фрагментарно, его можно отследить по соответствующим географическим картам. Так, уже к 1872 году на них можно было обнаружить Землю Грейама, Землю Виктории, Землю Эндерби. Спустя два десятилетия к ним добавились Земля Александра I, Берег Кемпа, берега нынешней Земли Уилкса. Ещё через 20 лет — Земля Котса, Земля Вильгельма II, Земля Эдуарда VII. К 1938 году белыми пятнами оставались лишь будущие Земля Мэри Бэрд и Земля Элсуэрта, а также внутренние области Антарктиды.

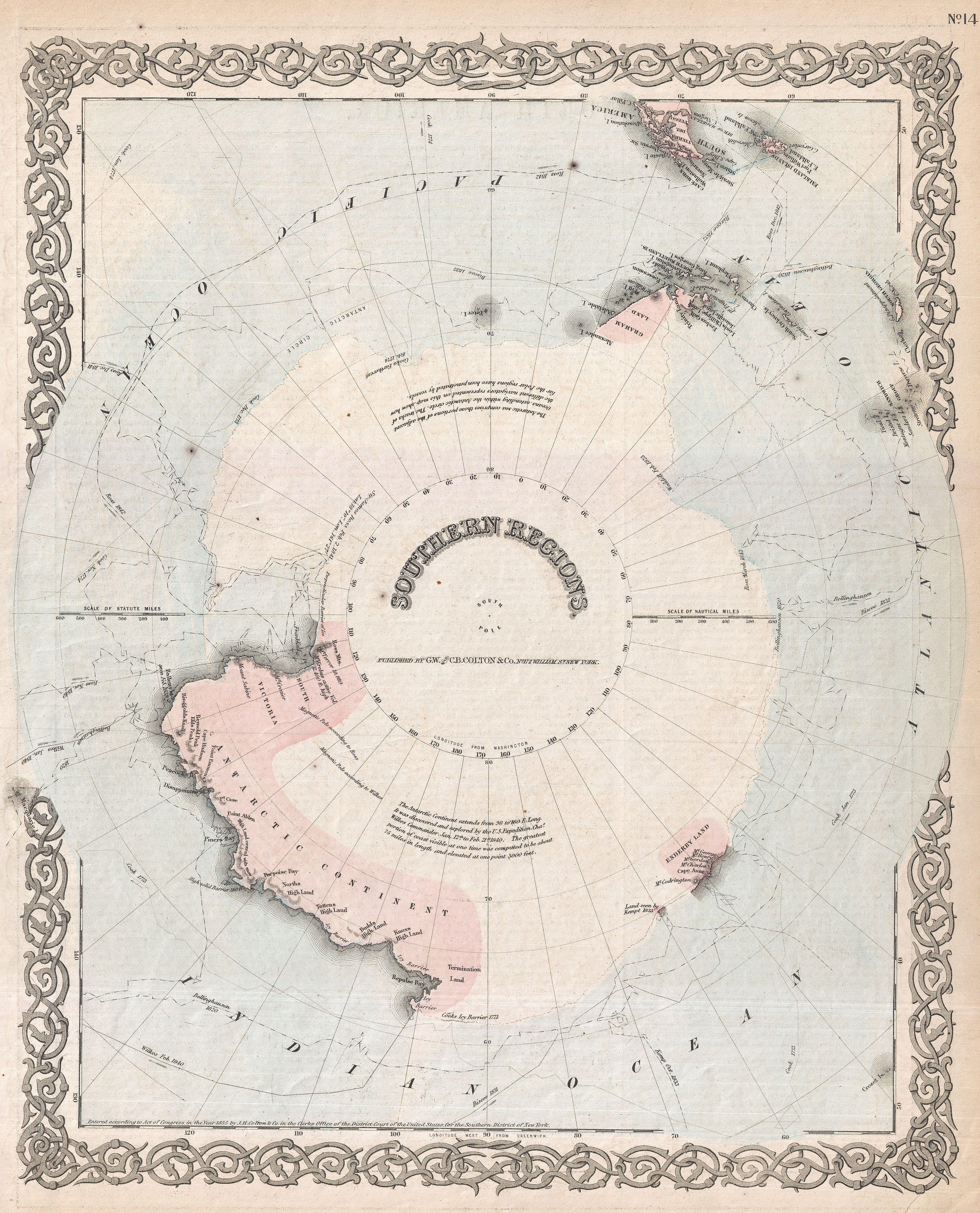
1872
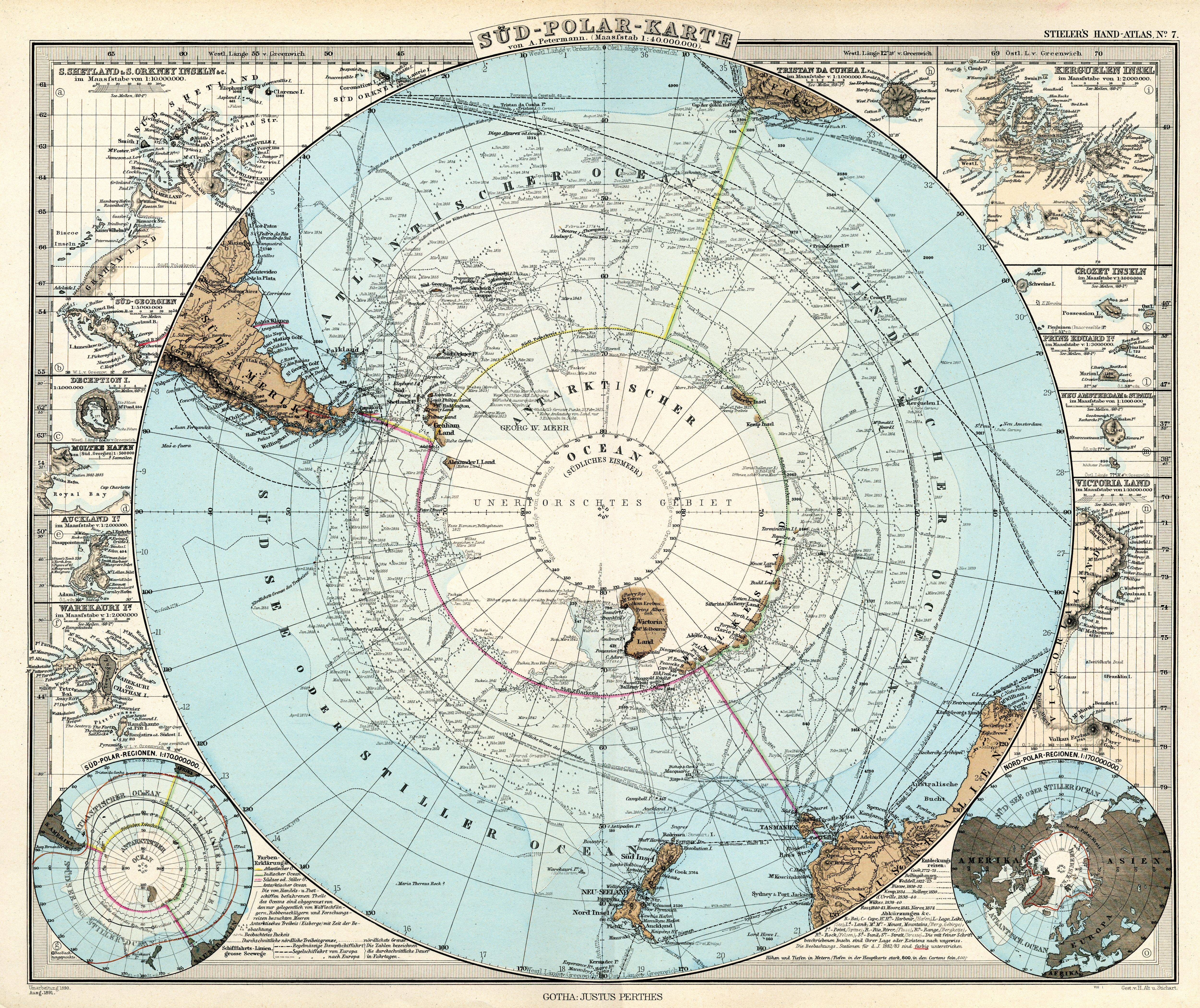
1891
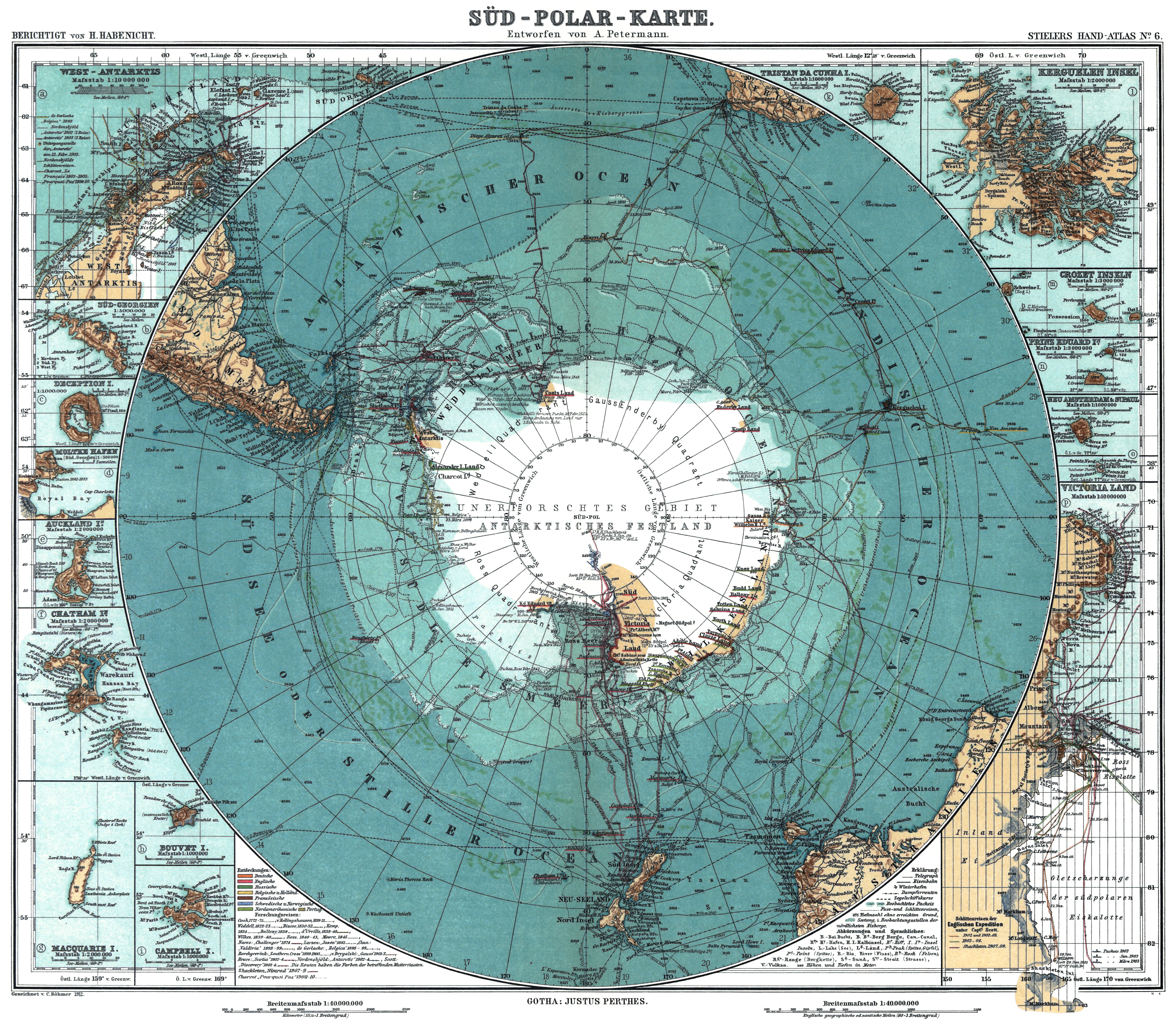
1912
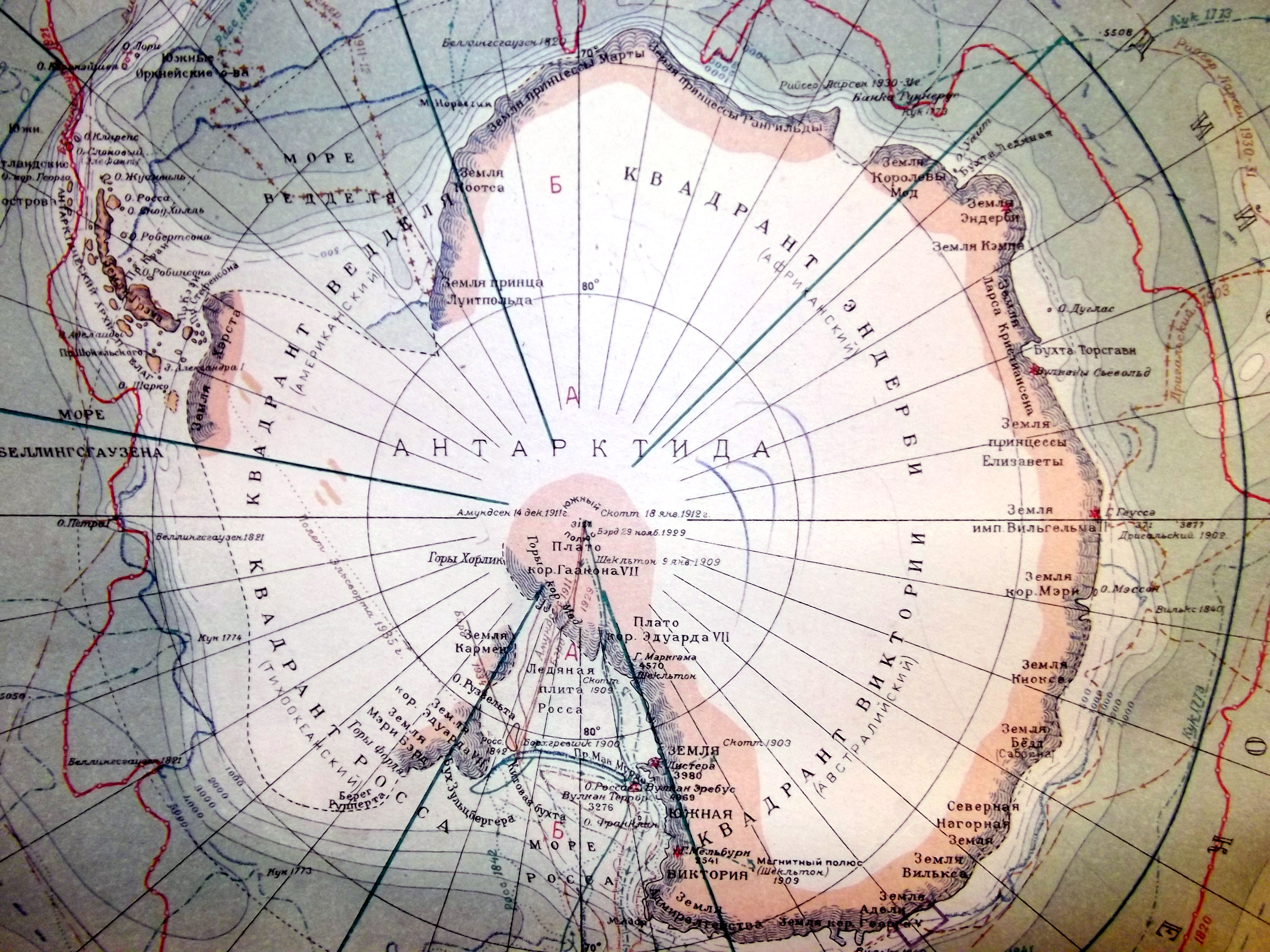
1938

Существенные корректировки происходили и в дальнейшем. Так, до 1940-х годов мировое научно-исследовательское сообщество не знало, что Земля Александра I является островом, а Антарктический полуостров не группой островов, а полуостровом. Окончательные очертания материка, его шельфовых ледников и прилегающих островов и морей благодаря аэрофотосъёмке и информации первых советских и американских орбитальных спутников прояснились лишь к концу 1950-х годов, чему особенно поспособствовал Международный геофизический год (МГГ), объединивший в 1957—1958 годах научные наблюдения и исследования 67 стран мира, выполненные по единой программе и методике в рамках Третьего Международного полярного года.

### Земли-призраки
Зачастую плотно сомкнувшиеся льды, густые туманы и метели не позволяли первооткрывателям приблизиться к впервые замеченной суше или пройти морем вдоль неё значительное расстояние, чтобы определить её размеры. То, что первоначально казалось мысом или островком, могло в реальности быть частью обширной земли — или наоборот. Поэтому именование открытой земли «Землёй» или «Берегом» имело практический смысл: первооткрыватель таким образом обозначал, что́ видит.
При этом часть наблюдавшихся мореплавателями земель позже не находила своего подтверждения вовсе, порой оказываясь тривиальными скоплениями айсбергов, а то и попросту миражами. Так, в дальнейшем не нашло своих подтверждений существование открытой Бенджамином Мореллом Земли Морелла, обнаруженной Руалем Амундсеном Земли Кармен, а также нескольких субантарктических и приантарктических архипелагов и островов (см. острова Авроры, Томпсон, Дауэрти, Эмеральд и др.).
Порой случалось и так, что обнаруженные объекты оказывались реально существующими, а их названия вполне признанными, но в дальнейшем международное сообщество по различным соображениям от них отказалось. Так, например, на антарктической карте 1904 года из Энциклопедического словаря Брокгауза и Ефрона (ЭСБЕ) показано море Георга IV (названного так открывшим его китобоем Джеймсом Уэдделлом, ныне это море носит имя мореплавателя), а на аналогичной карте ЭСБЕ 1906 года присутствуют Северная Земля и Земля Луи Филиппа, которых не найти на нынешних картах Антарктики. В советском Атласе командира РККА 1938 года издания отмечены позже исчезнувшие с карт топонимы Земля Хэрста, Северная Нагорная Земля, Земля Адмиралтейства и оказавшаяся призраком Земля Кармен. И т. д.

## Современность

### Регулирование
В 1953 году Международная гидрографическая организация приняла в третьей редакции резолюцию «Границы океанов и морей», где попыталась привести к общему знаменателю, в том числе, и морскую топонимию южных широт, принятую на картах различных держав. Разумеется, этот документ де-факто устарел, хотя формально продолжает действовать до сих пор, поскольку собранные от стран-членов в 2002 году корректировки пока находятся лишь в статусе пожеланий.
Несмотря на впечатляющее международное сотрудничество середины XX века, вершиной которого стали подписание в 1959 году и последующая ратификация в 1961 году Договора об Антарктике, заморозившего территориально-политические притязания стран мира на любые территории антарктической области планеты южнее 60° ю. ш., до настоящего времени не выработан единый алгоритм утверждения топонимов Антарктиды.
В феврале 1958 года с целью продолжения научной кооперации после проведения МГГ был образован Научный комитет по изучению Антарктики (СКАР) при Международном совете по науке, сферой деятельности которого является, в том числе, и стандартизация топонимии региона. Деятельность соответствующих национальных организаций как правило координируется как в рамках этого комитета, так и между собой на двусторонней основе — хотя итоговые решения не являются обязательными для затронутых стран, ведь НКАИ общественная, а не государственная организация. Кроме того, с 1959 года в составе Статистической комиссии Экономического и социального совета ООН функционирует Группа экспертов ООН по географическим названиям, однако в составе этой группы отсутствует Антарктический отдел.

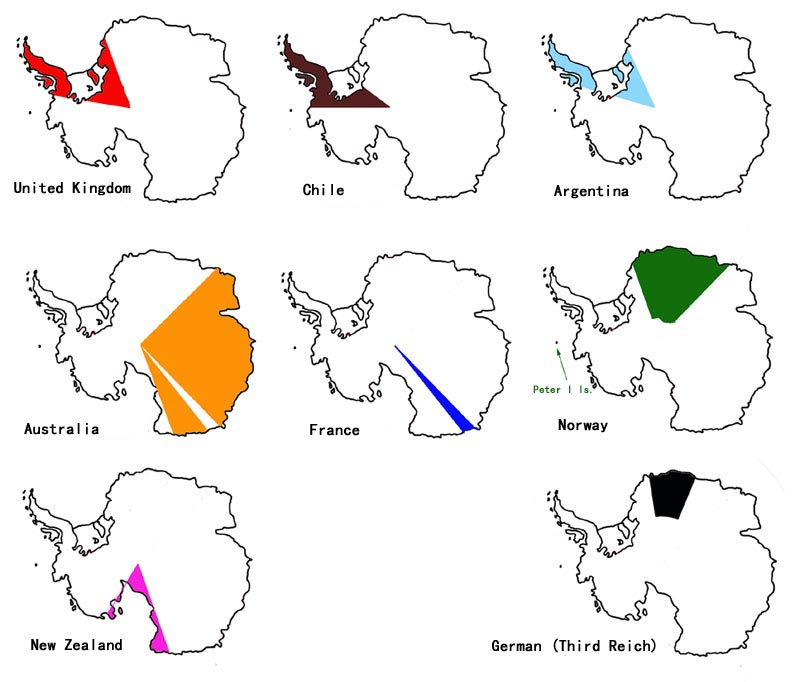
Территориальные претензии в Антарктике, выдвинутые до 1961 года

Поскольку Договором об Антарктике территориальные претензии были лишь бессрочно заморожены, а не ликвидированы как таковые, семь государств по-прежнему считают, что владеют следующими секторами Антарктиды:
- Австралия — между 45° и 136° в. д., а также между 142° и 160° в. д.;
- Аргентина — между 25° и 74° з. д.;
- Великобритания — между 20° и 80° з. д.;
- Новая Зеландия — между 160° в. д. и 150° з. д.;
- Норвегия — между 20° з. д. и 45° в. д., а также о. Петра I;
- Франция — между 136° и 142° в. д.;
- Чили — между 53° и 90° з. д..

При этом британский, аргентинский и чилийский секторы частично накладываются друг на друга, Россия и США официально оставляют за собой право выдвинуть свои претензии, а ещё ряд стран претендовали (нацистская Германия, ЮАР, Япония) или претендуют (Бразилия, Эквадор, Перу и др.) на различные секторы неофициально — и их секторы также наползают на существующие официальные.
Сложившаяся ситуация опосредованно влияет и на топонимию: стра́ны, претендующие на какие-либо территории Антарктиды, стремятся «обустроить» их, в том числе, и «своими» топонимами, это хорошо заметно из таблицы выше. Фактически, имена географическим объектам в Антарктике присваиваются уполномоченными национальными организациями явочным порядком, а соответствующие структуры остальных государств, таким образом, ставятся перед дилеммой, согласиться с этим или нет.
Как правило, такое согласие достигается, если не вмешиваются политико-пропагандистские соображения, в частности, утверждение в явном виде приоритета какого-либо государства на территорию. См. также: Сводный справочник Антарктики.

### Разногласия
Например, только к 1964 году британский и американский комитеты по географическим названиям пришли к договорённости называть самый крупный полуостров континента Антарктическим полуостровом, его южную часть — Землёй Палмера, а северную — Землёй Грейама. Ранее британцы называли весь его Землёй Грейама, а американцы — Землёй Палмера. При этом испаноязычные страны этих названий по-прежнему не признают в принципе, Чили официально именует полуостров Землёй О’Хиггинса, а Аргентина — Землёй Сан-Мартина.
До сих пор на картах Антарктиды, изданных за пределами СССР/России, не отмечен Берег Правды (он был назван в честь газеты «Правда»). В то же время российские карты не знают Земли Кемпа — только Берег Кемпа как часть побережья Земли Эндерби. Большинству карт Антарктиды неизвестно и Море короля Хокона VII, омывающее, по версии Норвегии, её антарктический сектор, на его месте обычно показывают моря Лазарева и Рисер-Ларсена. Аналогично, Аргентина считает северную часть моря Скоша водами Аргентинского моря. В США (включая Атлас мира Национального географического общества) и Великобритании (включая Times Atlas of the World) издаются подробные карты Антарктики, где игнорируется сразу несколько «советских» морей — Космонавтов, Содружества, Сомова. И т. д.

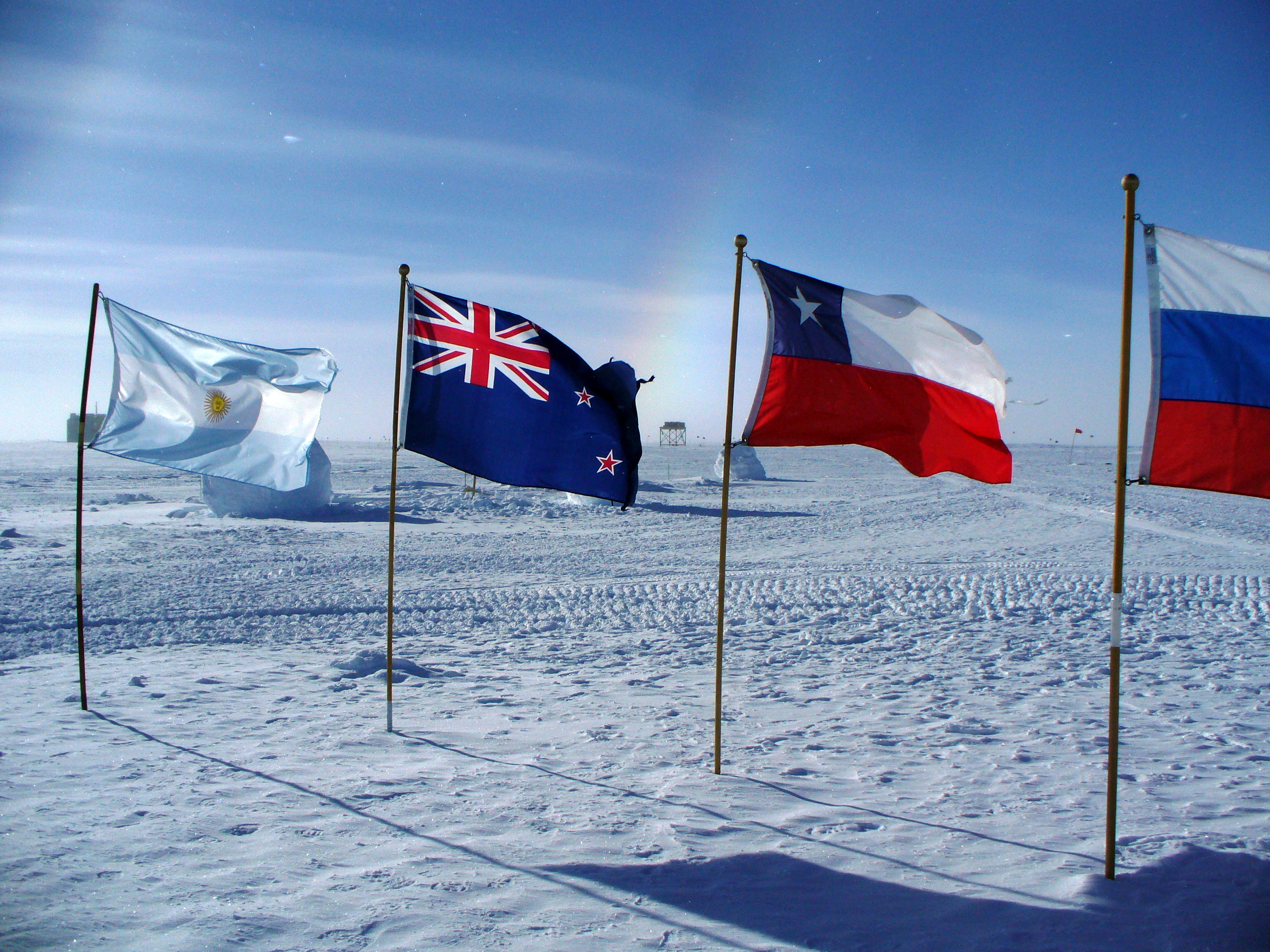
На Южном полюсе

В декабре 2012 года во время визита королевы Елизаветы II в Министерство иностранных дел Великобритании в ознаменование её 60-летнего пребывания на троне была названа Земля королевы Елизаветы — внутренняя часть Британской антарктической территории. Таким образом, в разных местах Антарктиды теперь параллельно существуют две Земли, названных в честь одного и того же человека — Земля принцессы Елизаветы и Земля королевы Елизаветы. Обе они указываются на всех британских картах, несмотря на протесты со стороны Аргентины, также претендующей, во втором случае, на соответствующий сектор.
Впрочем, в большинстве случаев профильным структурам различных государств удаётся прийти к консенсусу. Так, в 1947 году экспедицией норвежца Финна Ронне в море Уэдделла был обнаружен шельфовый ледник Лесситера. Предполагаемая область за ледником (ныне известная как Земля королевы Елизаветы) по предложению Чили была названа Землёй Эдит Ронне в честь супруги руководителя экспедиции. Позже оказалось, что ледник гораздо крупнее предполагавшегося, и в 1968 году по инициативе США упомянутая Земля была переименована в шельфовый ледник Ронне.
Урегулирование всех перечисленных проблем, разграничение географических областей в Антарктике, стандартизация и взаимное признание всеми сторонами антарктической топонимии — дело будущего.

## Литература

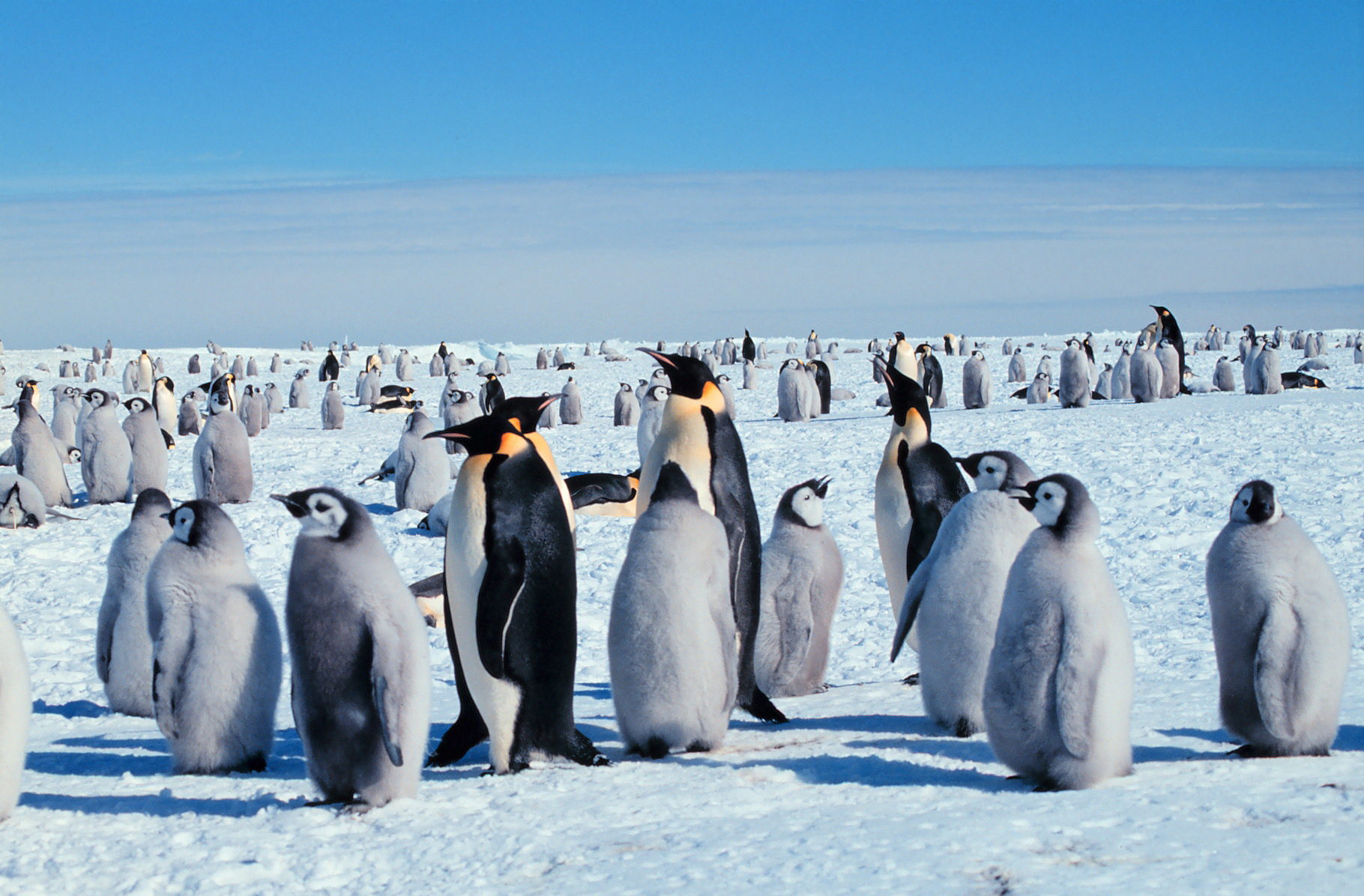
Императорские пингвины